# Mixtape: Time Out
«Mixtape: Time Out» — сингл южнокорейского бой-бэнда Stray Kids, выпущенный лейблами JYP Entertainment и Republic Records 1 августа 2022 года. Написан участниками продюсерского юнита 3Racha, Пан Чханом, Чханбином и Ханом при соавторстве Версачхоя и ДжунТу. Песня была выпущена в честь четвёртой годовщины объявления официального названия фэндома коллектива, получившего название «Stay», и является частью их проекта «Mixtape Project», предшествуя песням «Mixtape: Gone Days», «Mixtape: On Track» и «Mixtape: Oh».

## Предыстория и выпуск
26 июля 2022 года участники Stray Kids объявили о проведении «2022 Stayweek», посвященной четвёртой годовщине названия фан-базы «Stay». В течение недели группа выпускала специальные материалы, такие как видео за кулисами и невиданные фотографии. 31 июля группа загрузила видео под названием «SKZ Time Out Talk Room», в котором они обсудили свою поездку в Канвондо и новую песню, вдохновленную этой поездкой. В этом видео они сообщили, что неожиданно выпустят новый сингл в подарок для своих фанатов, который получил название «Mixtape: Time Out», 1 августа в полночь по корейскому стандартному времени (KST, UTC+9:00) на цифровых музыкальных и стриминговых платформах. Позже эта песня была включена в третий студийный альбом коллектива 5-Star.

## Текст и композиция
Песня «Mixtape: Time Out» описывается как «свежая» и «энергичная» композиция, совмещающая элементы панк-рока и поп-рока, передающая ощущение свободы. Написание текста и композиция песни осуществлены участниками юнита 3Racha — производственной группой Stray Kids, в состав которой входят Пан Чхан, Чханбин и Хан, при соавторстве Версачхоя и ДжунТу. Песня написана в ре мажор, имеет темп 160 ударов в минуту и длительность две минуты и 55 секунд. Лирика композиции отражает воспоминания о поездке участников Stray Kids в Канвондо перед началом продвижения их мини-альбома Oddinary. Дополнительно, что звуки моря, использованные в песне, были непосредственно записаны участниками коллектива на берегу Японского моря.

## Коммерческий успех
В Южной Корее сингл «Mixtape: Time Out» не смог попасть в основной цифровой чарт Circle Digital Chart, однако достигла 29-й позиции в чартe загрузок Circle Download Chart. На международной арене песня дебютировала на 36-й строчке в японском цифровом чарте Oricon Digital Singles, на 37-й позиции в чарте загрузок Billboard Japan, на 17-й строчке в венгерском чарте Single Top 40 и на 4-м месте в Billboard World Digital Song Sales.

## Музыкальный видеоклип
Сопровождающий музыкальный видеоклип песни «Mixtape: Time Out» был загружен 1 августа 2022 года вместе с выпуском самой песни. В клипе показано, как участники Stray Kids наслаждаются поездкой на пляж, проводят время в близлежащем пляжном домике, отдыхая и играя.

## Чарты
| Чарт (2022—2023)                         | Высшая позиция |
| ---------------------------------------- | -------------- |
| Венгрия (Single Top 40)                  | 17             |
| Республика Корея (Circle Download Chart) | 29             |
| США (Billboard World Digital Song Sales) | 4              |
| Япония (Billboard Japan Download)        | 37             |
| Япония (Oricon Digital Singles)          | 36             |